# Affetside
Affetside – wieś w Anglii, w hrabstwie ceremonialnym Wielki Manchester, w dystrykcie metropolitalnym Bury. Leży 20 km na północny zachód od centrum miasta Manchester.